# Eduardo Zuleta
Eduardo A. Zuleta, né le 19 novembre 1935 à Guayaquil et mort le 1er avril 2024, est un joueur de tennis équatorien, actif entre 1960 et 1973.

## Carrière
Eduardo Zuleta réalise son meilleur résultat dans un tournoi du Grand Chelem dès sa première participation en 1960 avec un huitième de finale au Championnat des États-Unis. Il a atteint également le 3e tour à Roland-Garros en 1966 en battant Mike Sangster.
Joueur régulier et très résistant, « El Chivo » a obtenu ses principaux succès sur terre battue aussi bien en Amérique qu'en Europe. Basé à Miami, il a remporté une dizaine de tournois en Floride dont celui de West Palm Beach à quatre reprises 
entre 1966 et 1969. Il effectue en 1960 des débuts particulièrement remarqués sur la scène internationale avec un succès de prestige au tournoi Good Neighbor de Miami Beach contre le futur n°1 mondial Roy Emerson, puis Jan-Erik Lundqvist au tour suivant. Il a pu effectuer plusieurs tournées sur le continent européen grâce au soutien de différents mécènes et sponsors.
Il a fait partie en 1961 de la première équipe d'Équateur de Coupe Davis aux côtés de Miguel Olvera. Face à la Colombie, le duo remporte la rencontre sur le score de 5 à 0. Il a joué trois autres rencontres jusqu'en 1963. Il est aussi médaillé d'or en double avec Olvera lors des Jeux bolivariens de 1961 et 1965.

## Parcours dans les tournois duGrand Chelem

### En simple
| Année | Open d'Australie | Open d'Australie | Internationaux de France | Internationaux de France | Wimbledon       | Wimbledon     | US Open         | US Open         |
| ----- | ---------------- | ---------------- | ------------------------ | ------------------------ | --------------- | ------------- | --------------- | --------------- |
| 1960  | —                | —                | —                        | —                        | —               | —             | 1/8 de finale   | B. Buchholz     |
| 1961  | —                | —                | —                        | —                        | —               | —             | 2e tour (1/32)  | Adrian Bey      |
| 1962  | —                | —                | 2e tour (1/32)           | Abe Segal                | 1er tour (1/64) | Thorvald Moe  | 2e tour (1/32)  | Rod Laver       |
| 1963  | —                | —                | —                        | —                        | —               | —             | 1er tour (1/64) | C. McKinley     |
| 1964  | —                | —                | 1er tour (1/64)          | M. Belkhodja             | 2e tour (1/32)  | Rafael Osuna  | 1er tour (1/64) | Harry Hoffman   |
| 1965  | —                | —                | 1er tour (1/64)          | Fred Stolle              | 1er tour (1/64) | Roger Taylor  | 1er tour (1/64) | Roy Emerson     |
| 1966  | —                | —                | 3e tour (1/16)           | Ingo Buding              | 2e tour (1/32)  | Pierre Darmon | 1er tour (1/64) | Armistead Neely |
| 1967  | —                | —                | 1er tour (1/64)          | Bob Hewitt               | —               | —             | 1er tour (1/64) | Charles Darley  |
| 1968  | —                | —                | 2e tour (1/32)           | Mark Cox                 | 1er tour (1/64) | Arthur Ashe   | 1er tour (1/64) | Tom Mozur       |
| 1969  | —                | —                | —                        | —                        | 1er tour (1/64) | Terry Addison | 1er tour (1/64) | Richard Leach   |
| 1970  | —                | —                | 2e tour (1/32)           | P. Rodríguez             | 1er tour (1/64) | Dick Crealy   | 1er tour (1/64) | Dick Stockton   |
| 1971  | —                | —                | 2e tour (1/32)           | Tery Ryan                | —               | —             | 1er tour (1/64) | Jun Kuki        |
| 1972  | —                | —                | —                        | —                        | —               | —             | 1er tour (1/64) | Niki Pilić      |
| 1973  | —                | —                | —                        | —                        | 1er tour (1/64) | J. Mukerjea   | —               | —               |

N.B. : à droite du résultat se trouve le nom de l'ultime adversaire.